# Alingsås station
Alingsås station är en järnvägsstation längs Västra stambanan med fjärrtåg, regionaltåg och lokaltåg i centrala Alingsås. Lokaltågen angör inte längre närbelägna Alingsåsterminalen på ett sidospår utan på stationens ordinarie spår. Byggnaden fungerar i övrigt som resecentrum med busstrafik. Den gamla stationsbyggnaden, som färdigställdes under 1858, inhyser idag vänthall, resebyrå, pressbyrå, pizzeria och ett gatukök. På de genomgående spåren utanför stannar fjärrtåg och regionaltåg.

## Historik

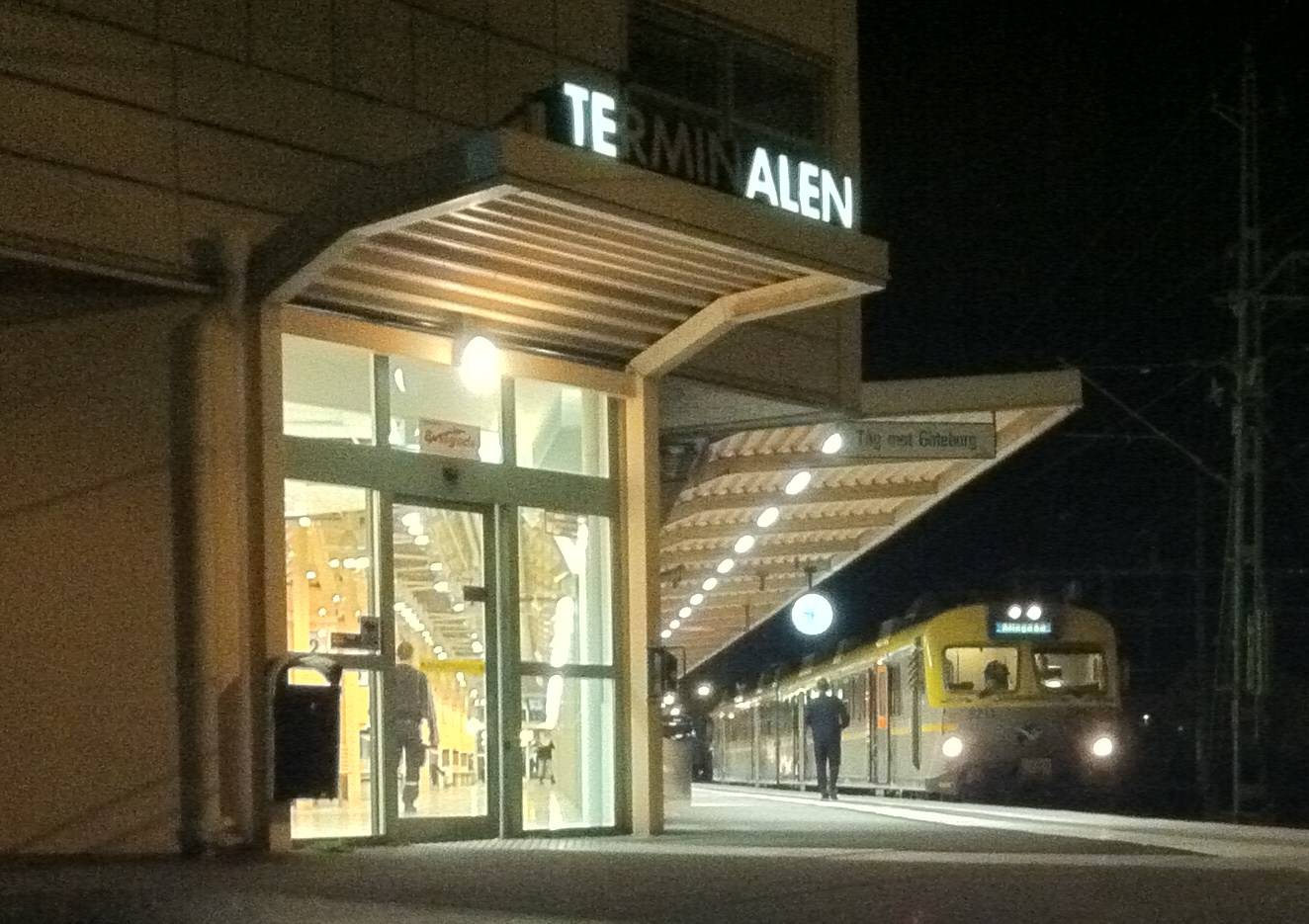
Alingsåsterminalen. Tåget inväntar avgång 21.33.

Alingsås stationsbyggnad ritades av Adolf W. Edelsvärd och är belägen strax utanför den historiska stadskärnan i Alingsås. För uppförandet anlitades en lokal entreprenör samtidigt med byggandet av järnvägen. Men valet av byggmästare blev olyckligt, då han visade sig vara oredlig. Byggnadsmaterial gick förlorat och föranledde allt tätare inspektioner från den centrala byggnadsledningen, vilket till slut fick entreprenören att överge bygget och spårlöst försvinna. Hans borgensmän var inte heller mycket att ha, då de var försatta i konkurs och utan tillgångar.
Stationsbyggnaden var således bara färdigställd till två tredjedelar när trafikstarten skedde på sträckan Jonsered och Vårgårda den 16 december 1857, och det tog ännu någon tid innan huset blev färdigt. Ritningarna för Alingsås stationshus återanvändes i byggandet av stationshusen i Skövde och Töreboda. Det slarviga utförandet i Alingsås ledde dock till att fasaden senare kläddes med puts.
Dubbelspårsutbyggnaden från Göteborg var färdigställd den 11 december 1916, medan det dröjde till 15 februari 1954 innan dubbelspåret norr från stationen stod färdigt till Torps station vid Torps herrgård som en av de sista etapperna i dubbelspårsutbyggnaden av hela Västra stambanan. Elektrifieringen var färdig genom Alingsås den 10 maj 1926, fem dagar senare gick det första eldragna tåget till Stockholm.
Lokaltåg har länge funnits mellan Alingsås och Göteborg, men från 1983 övertog Göteborgsregionens Lokaltrafik ansvaret från SJ. För trafiken investerade man i X10 (sedermera ombyggda till X11). När så viadukten som byggts en bit väster om stationen invigdes 1989, kunde den plankorsning som låg precis invid stationen stängas och på dess plats öppnades i juni 1990 den nya GL-Terminalen vid det sidospår som används av lokaltågen. Samma år påbörjades spårsanering, bygge av gångtunnel under banområdet och i och med detta så lades godshanteringen ned 1991.

## Idag
På bottenvåningen i Alingsås station finns förutom vänthall även Pressbyrån, Alingsås Resecentrum och ett kafé. Andra våningen fungerar sedan millennieskiftet som företagshotellet ”Järnvägsstationen”, med flera mindre företag i kommunikationsbranschen.

## Ombyggnad
För att öka kapaciteten på Västra stambanan har två nya vändspår för pendeltåg byggts på Alingsås station. Vändspåren ska använda två av de spår som tidigare användes av passerande tåg, dock med en breddad plattform, och en plattform för tåg som passerar men ska stanna har byggts på södra sidan. Detta medför att pendeltåg inte behöver korsa motriktad trafik vid ankomst eller avgång, så att motriktade tåg inte ska behöva vänta på varandra. Det har plats för två pendeltåg, vilket gör att de kan stanna längre tid här och kortare tid i Göteborg som har brist på spår. Det sidospår som tidigare användes som vändspår för pendeltåg, kommer att användas som uppställningsspår. Detta innebär att pendeltågstrafiken flyttades från Alingsåsterminalen, och att pendeltågen endast nås via en gångtunnel. Byggstart var i september 2017 och avslutades enligt plan den 29 juli 2018.